# Mordella grandis
Mordella grandis är en skalbaggsart som beskrevs av Liljeblad 1922. Mordella grandis ingår i släktet Mordella och familjen tornbaggar. Inga underarter finns listade i Catalogue of Life.